# Рассказы рыбачьего патруля
«Рассказы рыбачьего патруля», или «Рассказы рыбацкого патруля»; «Приключения рыбачьего патруля» (англ. Tales of the Fish Patrol) — сборник рассказов Джека Лондона, впервые изданный в 1905 году. Действие рассказов происходит в заливе Сан-Франциско, в центре сюжета находится деятельность местного «рыбнадзора».

## Описание
В юности Джон Гриффит Чейни, будущий Джек Лондон, владел шлюпом Razzle-Dazzle (то есть «Кутёж» или «Суматоха») и занимался на нём «устричным пиратством» (браконьерским промыслом устриц), пока судно не вышло из строя. Позднее Джон поступил в Морской патруль Калифорнии (California Sea Patrol), и полученный там опыт дал ему материал не только для создания сборника рассказов, но и для других «морских» сюжетов.
Лондон утверждал, что «Рассказы рыбачьего патруля» во многом основаны на реальных событиях. Рассказ «Белые и жёлтые» является фактически точным описанием случая из жизни самого Джека Лондона, а герой рассказа «Король греков» Большой Алек — существовавший в действительности человек, которому автор не изменил ни имени, ни прозвища.
Повествование ведётся от первого лица, рассказчик — владелец шлюпа «Северный олень», зафрахтованного рыболовной компанией для патрулирования залива с целью пресечения незаконных способов рыбной ловли. Другим главным действующим лицом является Чарли Ле Грант, если и не участвующий в событиях, то как минимум упоминающийся в каждом рассказе.

## Издание
Впервые рассказы сборника опубликованы в журнале The Youth's Companion с февраля по май 1905 года, в октябре того же года они увидели свет в издательстве Macmillan. В 2010 году сборник вошёл в подборку рассказов Джека Лондона, сюжеты которых связаны с заливом Сан-Франциско Jack London’s San Francisco Stories (издательство Sydney Samizdat Press).

## Содержание
- Белые и жёлтые (White and Yellow, 1902). Рыбачий патруль на двух судах (одно из них — «Северный олень») направляется в Нижнюю бухту залива Сан-Франциско для пресечения хищнического лова креветок китайскими рыбаками, применявшими мелкоячеистые сети, в которых погибала вся попадавшая в них вместе с креветками рыба, включая мальков. При доставке захваченных браконьеров в Сан-Рафаэль особенно обостряется серьёзная проблема — «Северный олень» имеет течь, а захваченные китайцы отказываются вычерпывать воду. Задержанные вступают в психологический поединок с двумя патрульными, рассчитывая на освобождение перед угрозой катастрофы или в результате физического насилия, но терпят поражение.
- «Король греков» (The King of the Greeks, 1902). Большой Алек по кличке «Король греков» долгое время, пользуясь коррумпированностью части сотрудников рыбачьего патруля и имея возможность нанимать лучших адвокатов благодаря «налогам», которыми он обложил своих соплеменников — рыбаков греческого происхождения, уходит от ответственности за преступления. Причем не только за злостное и даже демонстративное браконьерство, но и за убийства патрульных. После нескольких неудачных попыток задержать его с поличным Чарли Ле Грант и рассказчик успешно используют случайное стечение обстоятельств: нанятые перегнать в Бенишию частную яхту, они неузнанными приближаются на ней к ялику занятого незаконным ловом осетров Большого Алека и захватывают того на месте преступления.
- Набег на устричных пиратов (A Raid on the Oyster Pirates, 1902). Из-за болезни жены своего начальника в патруле рассказчик и Чарли Ле Грант оказываются в «простое» и решают подработать, случайно узнав о щедром вознаграждении, обещанном неким владельцем устричных отмелей тому, кто сможет захватить с поличным браконьеров, регулярно орудующих на его собственности. Рассказчик и нанятый доброволец берут в аренду старый шлюп «Мэгги» и внедряются в банду «устричных пиратов», прикинувшись неопытными новичками. В разгар лова они угоняют лодки браконьеров, взяв их на буксир, а Чарли Ле Грант с помощью полиции и сторожей отмелей организовывает заслон между отмелями и берегом. Рискуя утонуть во время прилива, «пираты» вынуждены сдаться.
- Осада «Ланкаширской королевы» (The Siege of the «Lancashire Queen», 1903). После долгой изнурительной погони два браконьера укрылись от рассказчика и Чарли Ле Гранта на английском судне «Ланкаширская королева», стоящем на якоре в бухте Сан-Франциско. Обозлённый полученным во время преследования изрядной силы ударом по голове, Чарли Ле Грант даёт слово изловить нарушителей и вместе с рассказчиком устраивает засаду в доке «Соланская пристань», в результате чего создаётся «патовая» ситуация: день за днём браконьеры время от времени делают попытки переправиться на берег в своей вёсельной лодке, но при виде отчаливших им наперерез патрульных всякий раз благополучно возвращаются в своё убежище. Наконец, когда у пристани появляется частный катер с паровой турбиной мощностью 4000 л.с., Ле Грант тайно договаривается с его владельцем — и при очередной попытке браконьеров добраться до берега патрульные успешно перехватывают их не на своей обычной парусной лодке, а с применением этого новейшего достижения науки и техники. «На этот раз смекалка не моя, но своё дело она сделала», — комментирует Чарли необычную операцию рыбачьего патруля в ответ на шутливый упрёк своего начальника.
- Уловка Чарли (Charley’s Coup, 1903). Целая деревня рыбаков греческого происхождения дружно нарушает закон, выставляя множество мелкоячеистых сетей поперёк русла впадающей в залив Сан-Франциско реки в период нереста лосося. При появлении судна с рассказчиком и Чарли Ле Грантом на борту, рассчитывающими захватить хотя бы одну браконьерскую лодку вместе с сетями, правонарушители не спеша гребут к берегу. Оттуда они открывают огонь по патрульным, вынуждая тех отказаться от попытки конфисковать сети. Сообщники «стрелков» тем временем продолжают спокойно заниматься своим противозаконным делом. День ото дня рыбачий патруль теряет авторитет, но колёсный пароход, случайно зацепивший сети, наводит патрульных на спасительную мысль. Они нанимают шхуну «Мэри-Ребекка», ввинчивают под её днищем специальный крюк, входят на ней в реку и зацепляют одну за другой десять сетей вместе с лодками их владельцев. Браконьеры открывают ружейный огонь, но патрульные дают знать о происходящем, минуя одну из пристаней, и в следующем городе на берег выходит целая толпа вооружённых шахтёров, чтобы оказать помощь служителям закона в задержании преступников.
- Деметриос Контос (Demetrios Contos, 1903). Рыбак Деметриос Контос усовершенствовал свою парусную лодку, после чего она стала самой быстроходной в заливе Сан-Франциско, и бросил вызов рыбачьему патрулю. Он заранее объявляет о своём намерении заняться ловлей лосося в виду Бенишии, где живут патрульные, в запретный для промысла день — воскресенье. Дважды рассказчик и Чарли Ле Грант безуспешно пытались его догнать, а в третье воскресенье они осуществили новый план: Ле Грант, изобразив разочарование, неспешно ушёл с пристани, где собралась толпа рыбаков, сочувствовавших Контосу, но затем верхом отправился в Валлехо, куда рассказчик должен был «загнать» правонарушителя, преследуя его на патрульном паруснике. Во время погони лодка рассказчика врезается в плавучее бревно и тонет, Деметриос Контос его спасает, но на пристани в Валлехо Ле Грант всё равно его арестовывает, следуя букве закона. Суд приговаривает браконьера к штрафу, который патрульные выплачивают из своего кармана, после чего Контос становится их приятелем и прекращает нарушать правила рыбной ловли.
- Жёлтый платок (Yellow Handkerchief, 1903). Рассказчик завершает работу в рыбачьем патруле и вместе с другими патрульными направляется на «Северном олене» в Окленд, где намерен продолжить образование. В тумане шлюп врезается в китайскую джонку с рыбаками, занятыми незаконным ловом креветок. Среди браконьеров — китаец с жёлтым платком на голове, которого уже арестовывали годом ранее (рассказ «Белые и жёлтые»). «Северный олень» берёт джонку, в которую пересаживается рассказчик, на буксир и ведёт её за собой в реку Сан-Рафаэль к месту задержания. По техническим причинам буксир приходится отдать, в темноте китайцы нападают на рассказчика, джонка отрывается от «Северного оленя», а рассказчика высаживают связанным на маленьком островке. Ночью туда приплывает на лодке в одиночку Жёлтый Платок — по всей видимости, чтобы убить ненавистного патрульного, но тот к этому времени успевает освободиться от верёвок и всю ночь скрывается от врага в холодном иле на мелководье возле берега, пока китаец не оставляет попыток его найти, а вернувшиеся на «Северном олене» патрульные спасают своего товарища.

## Публикации на русском языке
В 1928—1929 годах рассказы сборника были опубликованы в 24-томном полном собрании сочинений Джека Лондона (издательство «Земля и Фабрика», приложение к журналу «Всемирный следопыт»). В 1961 году сборник был полностью издан в третьем томе четырнадцатитомного собрания сочинений Джека Лондона вместе со сборниками «Люди бездны» и «Мужская верность», а также с повестью «Игра» (издательство «Правда», иллюстрации П. Н. Пинкисевича). В 1976 году то же издательство включило его в четвёртый том тринадцатитомного издания (серия «Библиотека Огонёк») вместе со сборником «Для храбрости» (в других изданиях иногда используется буквальный перевод названия этого сборника: «Голландская доблесть») и романом «Морской волк» (также с иллюстрациями П. Н. Пинкисевича). В этих изданиях рассказы «Белые и жёлтые», «Жёлтый платок» даны в переводе В. А. Хинкиса, «Король греков», «Набег на устричных пиратов», «Осада „Ланкаширской королевы“», «Деметриос Контос» — в переводе Э. А. Бер (Э. Березиной), а «Уловка Чарли» — в переводе Е. М. Шишмарёвой. Сборник неоднократно переиздавался в 1990-х и 2000-х годах. С 1998 года использовались переводы З. А. Вершининой (жены одного из лидеров трудовиков в Государственной думе И. В. Жилкина).